# كارل تورين
كارل تورين (10 يونيو 1972 في فرنسا - ) (بالفرنسية: Carl Tourenne)‏ هو لاعب كرة قدم فرنسي في مركز الوسط. لعب مع ستاد ريمس ونادي أميين ونادي أنغوليم ونادي تروا ونادي فالينسيان ونادي ليل ونادي نيور ونادي بواتييه ‏.